# Ostrov Chatham
Ostrov Chatham (anglicky Chatham Island, moriorsky Rēkohu, maorsky Wharekauri) je největší ostrov Chathamských ostrovů. Ostrov nese název po průzkumné lodi HMS Chatham, která v roce 1791 objevila ostrov Chatham pro evropskou společnost.
Ostrov Chatham pokrývá plochu kolem 920 km², což z něj činí zdaleka největší ostrov Chathamských ostrovů (druhý největší je Pittův ostrov s plochou 62 km²). Ve středozápadní části se nachází město Waitangi, hlavní sídlo celého souostroví. Kolem čtvrtina plochy ostrova Chatham je pokryta lagunami a jezery. Na ostrově žije kolem 600 obyvatel, což je asi 95 % všeho obyvatelstva Chathamských ostrovů. Zbytek žije na Pittově ostrově.